# Donovan Scott
Donovan Scott (ur. 29 września 1946 w Chico) – amerykański aktor filmowy i telewizyjny; znany głównie z charakterystycznej roli kadeta Lesliego Barbary w komedii Akademia Policyjna (w przeciwieństwie do większości aktorów z obsady tego filmu, Scott nie zagrał już w żadnej z 6 jego kontynuacji).

## Filmografia
Filmy
- 1941 (1979) jako majtek pokładowy
- Popeye (1980) jako Castor Oyl
- O kobiecie, co malała (1981) jako sąsiad
- Zorro, ostrze szpady (1981) jako Paco
- Sheena: królowa dżungli (1984) jako Fletcher "Fletch" Agronsky
- Akademia Policyjna (1984) jako kadet Leslie Barbara
- Najlepsze czasy (1986) jako Eddie
- Psychoza III (1986) jako Kyle
- I znowu plusk (1988) jako Freddie Bauer
- Powrót do przyszłości III (1990) jako zastępca dyrektora Stricklanda
- Atomowy amant (1999) jako Ron
- Wiem, kto mnie zabił (2007) jako szeryf Leon Cardero
- Najwspanialszy prezent (2009) jako Święty Mikołaj
- Złote święta 2 (2011) jako Michael
- Świąteczna swatka (2012) jako Chris
- Podmieniony Mikołaj (2013) jako Święty Mikołaj
- Uwierz w święta (2015) jako Święty Mikołaj
- Magiczne sanie (2016) jako pan Winter

Seriale TV
- Knots Landing (1979-93) jako Owner (gościnnie, 1989)
- Detektyw Remington Steele (1982-87) jako Vincent Dowd (gościnnie, 1986)
- Koszmary Freddy’ego (1988-90) jako Jake Hopchick (gościnnie, 1990)
- Złoto Alaski (1993) jako Shorty
- Babilon 5 (1993-98) jako kapitan Jack (gościnnie, 1997)
- Frasier (1993−2004) jako Święty Mikołaj (gościnnie, 2000)
- Powrót do Providence (1999–2002) – gościnnie (2001)
- Orły z Bostonu (2004-08) jako sędzia Christopher Serra (gościnnie, 2005)
- Na imię mi Earl (2005-09) jako terapeuta (gościnnie, 2008)
- Kości (2005-17) jako Santa Larry (gościnnie, 2007)
- U nas w Filadelfii (od 2005) jako Święty Mikołaj (gościnnie, 2009)
- Zeke i Luther (2009-12) jako Święty Mikołaj (gościnnie, 2010)
- Pępek świata (2009-18) jako Święty Mikołaj (gościnnie, 2009)
- Dzidzitata (2012-17) jako Święty Mikołaj (gościnnie, 2013)
- Scenki z życia (od 2015) jako Święty Mikołaj (gościnnie, 2015)
- Dni naszego życia (od 1965) jako Święty Mikołaj (gościnnie, 2016)